# Гнев во спасение
«Гнев во спасение» (англ. Savage Salvation, также англ. Wash Me in the River) — художественный фильм режиссёра Рэндалла Эммета. Главные роли в фильме исполняют Роберт Де Ниро, Джек Хьюстон, Джон Малкович и Уилла Фицджеральд.

## Сюжет
Шериф Чёрч и детектив Цеппелин стараются сохранить мир в своём городке, жители которого преданы либо церкви, либо своей оксикодоновой зависимости. Здесь же живут Шелби и Руби — недавно обручившаяся пара хочет начать всё с чистого листа, пожениться и создать семью. Им помогает шурин Руби Питер. Но затем Шелби находит свою невесту мёртвой на крыльце дома после передозировки.

## В ролях
- Роберт Де Ниро — шериф Майк Чёрч
- Джек Хьюстон — Шелби Джон
- Джон Малкович — Питер
- Quavo — «Койот»
- Уилла Фицджералд — Руби Рэд
- Дэйл Дики — Грета
- Свен Теммел — Элвис Кинкейд
- Уинтер Эйв Золи — Дарлин

## Производство
8 сентября 2020 года стало известно, что главные роли в предстоящем фильме сыграют Роберт Де Ниро, Джон Малкович и Machine Gun Kelly. 19 октября 2020 года Тейлор Китч заменил Machine Gun Kelly после того, как последний покинул проект из-за конфликта в расписании. 13 ноября 2020 года Джек Хьюстон заменил Китча. Производство фильма началось в ноябре 2020 года. Сцены с участием Джона Малковича были отсняты в декабре 2020 года. Съёмки официально завершились в январе 2021 года, а спустя месяц было объявлено, что в фильме также снялись Quavo и Уилла Фицджеральд.

## Выпуск
В марте 2021 года кинокомпания The Avenue Entertainment стала дистрибьютером фильма в Северной Америке. Премьера намечена на 2022 год.